# ウロボロス

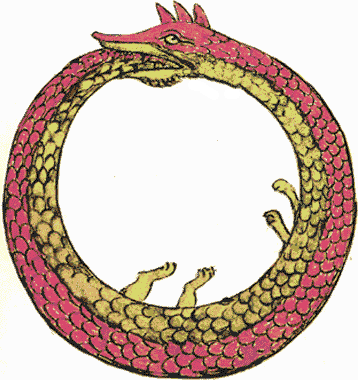
ウロボロス

ウロボロス（古代ギリシア語: ουροβóρος）は、古代の象徴の1つで、己の尾を噛んで環となった蛇もしくは竜を図案化したもの。

## 象徴的意味
ウロボロスには、1体が輪になって自分で自分を食むタイプと、2体が輪になって相食むタイプがある。2体のタイプの場合、1体は何も無い素のままの姿だが（王冠を被っているタイプもあり）、もう1体は1つの王冠と1対の翼と1対の肢がある。
蛇は、脱皮して大きく成長するさまや、長期の飢餓状態にも耐える強い生命力などから、「死と再生」「不老不死」などの象徴とされる。その蛇がみずからの尾を食むことで、始まりも終わりも無い完全なものとしての象徴的意味が備わった。
- 古代後期のアレクサンドリアなどヘレニズム文化圏では、世界創造が全であり一であるといった思想や、完全性、世界の霊などを表した。
- 錬金術では、相反するもの（陰陽など）の統一を象徴するものとして用いられた。
- カール・グスタフ・ユングは、人間精神（プシケ）の元型を象徴するものとした。

ほかにも、「循環性（永劫回帰）」「永続性（永遠・円運動・死と再生・破壊と創造）」「始原性（宇宙の根源）」「無限性（不老不死）」「完全性（全知全能）」など、意味するものは広く、多くの文化・宗教において用いられてきた。

## 歴史
ウロボロスのイメージは、アステカ、古代中国、ネイティブ・アメリカンなどの文化にも見受けられる。
中国では、新石器時代の北方紅山（ホンシャン）文明（紀元前4700年 - 紀元前2900年）の遺構から、青色蛇紋石で作られた「猪竜/ 玉猪竜（zhūlóng）」（燭陰（Zhulong）とは別）と呼ばれる人工遺物が発掘されている。これは、ブタのような頭と蛇の胴体を持ち、みずからの尾をくわえた姿をしている。
今日見られるウロボロスの起源となる、みずからの尾をくわえた蛇（または竜）の図の原形は、紀元前1600年頃の古代エジプト文明にまでさかのぼる。エジプト神話で、太陽神ラー（レー）の夜の航海を守護する神、メヘンがこれに当たり、ラーの航海を妨害するアペプからラーを守るため、ウロボロスの様にラーを取り囲んでいる。これがフェニキアを経て古代ギリシアに伝わり、哲学者らによって「ウロボロス」の名を与えられた。

## 語源
「ウロボロス」の語源は、「尾を飲み込む（蛇）」の意の「（δρακων）ουροβóρος（（ドラコーン）ウーロボロス）」。その後は、同じく「尾を飲み込む蛇」の意の「ουροβόρος όφις（ウロヴォロス・オフィス）」と表現する。

## 宗教とのかかわり

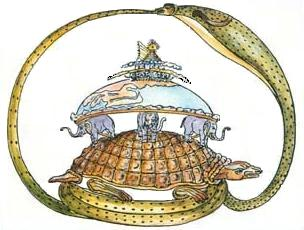
ヒンドゥー教での自らの尾をくわえる竜

- 北欧神話では、ミッドガルドを取り巻き、みずからの尾をくわえて眠る「ヨルムンガンド」が登場する。詳細は当該項目参照。
- キリスト教やグノーシス主義では、ウロボロスは物質世界の限界を象徴するものとされた。これは、環状の姿は内側と外側とを生み出し、そこに境界があるととらえたため。また、みずからの身を糧とすることが、世俗的であるとされた。ハンガリーやルーマニアのユニテリアン教会では、教会堂の棟飾りにウロボロスが用いられている。
- ヒンドゥー教では、世界は4頭のゾウに支えられており、そのゾウは巨大なリクガメに支えられ、さらにそのリクガメを、みずからの尾をくわえた蛇が取り巻いているとされている。
- トルテカ文明・アステカ文明では、ケツァルコアトルがみずからの尾を噛んでいる姿で描かれているものがある。